# 八匠衆一
八匠 衆一（はっしょう　しゅういち、1917年3月30日 - 2004年6月21日）は、昭和・平成期の小説家。

## 略歴
北海道旭川市生まれ。本名は松尾一光。北海道庁立旭川商業学校（現・北海道旭川商業高等学校）、日本大学芸術学園卒。講師の伊藤整や東大生だった梅崎春生と知り合う。戦時中は召集により第7師団に入隊。戦後に再上京するが、過度の飲酒とヒロポン中毒のために深夜の路上で刑事事件を起こし、札幌刑務所で服役。そこで女性看守坂東知子と知り合う。仮出所後、上川町の義兄宅に寄宿。1954年、札幌で伝道師となっていた知子と結婚する。
名古屋の同人誌『作家』に「未決囚」を発表、1955年に直木賞候補となる。1958年、再上京し「地宴」で作家賞、1982年、『生命盡きる日』で平林たい子文学賞受賞。梅崎春生とは終生親しく、『風花の道』は二人の関係を描いた小説である。

## 著書
- 『地宴』講談社、1958年。
- 『地宴』作品社、1981年1月1日、266頁。ISBN 978-4878930744。
- 『生命盡きる日』作品社、1981年3月1日、213頁。ISBN 978-4878930584。
- 『海潮音』作品社、1982年2月1日、185頁。ISBN 978-4878930799。
- 『風花の道』作品社、1984年9月1日、253頁。ISBN 978-4878931024。
- 『此処すぎて滅びの市』作品社、1991年7月1日、235頁。ISBN 978-4878931642。